# Неумивакін Іван Павлович
Іван Павлович Неумивакін (рос. Иван Павлович Неумывакин; 24 червня чи 7 липня 1928, поблизу Бішкека, Киргизстан в сім'ї переселенців з України — 22 квітня 2018, Росія) — радянський і російський лікар, учений-медик та цілитель, автор книг. Діяч сучасної народної медицини, займався космічною медициною — біля витоків якої стояв та одним з творців якої є. Доктор медичних наук, професор та дійсний член Російської Академії природничих наук. Заслужений винахідник Росії (1979). Лауреат Держпремії Латвійської РСР (1982).
Автор близько ста книг, що мають популярність, та понад 200 наукових праць, має 85 авторських посвідчень на винаходи.
Дотримувався різних ненаукових положень, був прихильником псевдонаукового езотеричного напрямку так званої еніології (біоенергоінформатики).

## Біографія
У 1951 році закінчив Киргизький Державний Медичний Інститут. Протягом восьми років служив у лавах РА на Далекому Сході як авіаційний лікар. Майстер спорту.
У 1959—1964 роки брав участь в розробці апаратури для оцінки стану космонавтів у польоті та отриманні інформації по телеметричних каналах на Землю.
У 1964—1989 роках розробляв нові напрямки в космічній медицині, що стало основою його докторської дисертації «Принципи, методи та засоби надання медичної допомоги космонавтам при польотах різної тривалості». Виконав узагальнений аналіз захворюваності космонавтів і астронавтів до 1982 року.
З 1990 року займався народним цілительством, розробив власну оздоровчу систему, очолював свій лікувально-профілактичний центр. Був помічником депутата Державної Думи РФ. Його книга «Перекис водню» була видана тричі. Його книгу «Медицина здоровья. Беседы с космическим врачом. Мифы и реальность» у 2017 році випустило «Русское издательство в Германии Vela Verlag».
Віцепрезидент Російської асоціації народної медицини (з 2012), член її президії, а також заступник голови Вченої ради та голови Центральної експертно-кваліфікаційної комісії, член Ради з професійних нагород та Комітету з фахової освіти.
Після реорганізації Російської асоціації народної медицини член президентської ради та голова вченої ради. Член Європейської академії природничих наук, Міжнародної академії інформатизації та Академії медико-технічних наук, Академії енергоінформаційних наук та Міжнародної Академії Милосердя.
Член президії «Клубу 100 років».
На VI Міжнародному форумі «Інтегративна медицина 2011» в Академії Державної Служби при Президентові Російської Федерації входив до Почесної Президії.
Серед доповідей І. П. Неумивакіна: «Космічна медицина — земній. Як бути здоровим» — у Центральному Будинку вчених Російської академії наук (2013), «Нові методи оздоровлення людини» — там же (2014), «Жити довго — це мистецтво» — на творчій зустрічі, присвяченій 25-річчю Російської асоціації цілителів РАНМ (2016), «Духовність і здоров'я» — в Центральному Будинку вчених Російської академії наук (2016).

## Нагороди
- Премія Якова Гальперіна «За вклад у розвиток народної медицини» (1993)[36] — перше присудження[43]

Удостоєний Вищої нагороди Міжнародної Академії Милосердя — ордена Милосердя, почесного звання «Метр науки і практики» та «Персона Росії».
Почесний учасник Міжнародної асоціації «Генерали світу — за мир» (2014).

## Цікаві факти
- Про генерала Неумивакіна згадує у своїх мемуарах Ю. К. Худенський (Штейн), який працював під його керівництвом[44].
- Серед друзів І. П. Неумивакіна — ведучий телепрограми «У світі тварин», відомий вчений і мандрівник Микола Дроздов[45][46].
- Улюбленим професором є І. П. Неумивакін для доктора Наталії Зубарєвої[47].
- І. П. Неумивакіну присвячений документальний фільм в проекті «Великі відкриття» російського телеканалу «Время» (Великие открытия. Иван Неумывакин / 2013).

## Книги
- Ендоекологія здоров'я. 2009 року; Діля
- Календула. На сторожі здоров'я. 2009 року; Діля
- Алое. Міфи та реальність; Діля
- Жіноче здоров'я без хімії. Лікарські рослини в акушерстві та гінекології; Діля
- Вода — життя і здоров'я: міфи та реальність; Діля
- Сіль. Міфи та реальність. 2010 року; Діля
- Сода. Міфи та реальність, 2018року; Діля
- Чайний гриб — природний цілитель; Діля
- Міфи та реальність золотого вуса. 2009 року; Діля
- Хребет. Міфи та реальність. 2009 року; Діля
- Перекис водню. Міфи та реальність. 2004; Діля